# Филиппов, Евгений Семёнович
Евге́ний Семёнович Фили́ппов (родился 22 февраля 1948 года, Иркутская область) — учёный-педиатр, доктор медицинских наук (1992), профессор (1993), заслуженный врач Российской Федерации (2000), заведующий кафедрой педиатрии № 1 (1990—2005) и педиатрии (с 2005) факультета повышения квалификации и профессиональной переподготовки специалистов Иркутского государственного медицинского университета, действительный член Международной академии наук экологии и безопасности человека и природы (МАНЭБ) (1997), Международной академии наук устойчивого развития (МАНУР) (2003), член-корреспондент Российской экологической академии (РЭА) (1998), Сибирской академии наук Высшей школы (САН ВШ) (2000).

## Биография
Родился в семье интеллигентов. После окончания лечебно-профилактического факультета Иркутского государственного медицинского института в 1972—1974 гг. работал заведующим отделением Детской инфекционной больницы г. Иркутска. В 1976—1978 гг. проходил обучение в клинической ординатуре кафедры педиатрии № 2 Ленинградского ГИУВа. В 1978—1981 гг. являлся аспирантом кафедры госпитальной педиатрии Ленинградского педиатрического медицинского института. В 1981 г. с успехом, защитив кандидатскую диссертацию на тему: «Влияние фенобарбитала и фототерапии на состав билирубина и желчных кислот желчи новорожденных с гемолитической болезнью», Евгений Семенович возвратился в г. Иркутск, где с 1981 по 1987 гг. работал ассистентом кафедры детских болезней. В 1987—1988 гг. он был доцентом кафедры педиатрии № 1, в 1988—1990 гг. — заведовал кафедрой детских болезней, с 1990 г. — заведующий кафедрой педиатрии № 1 ИГМИ. Одновременно, в 1987—1993 гг. Евгений Семенович являлся деканом педиатрического факультета ИГМИ и ведущим научным сотрудником — руководителем отдела экологической педиатрии НИИ педиатрии и репродукции человека ВСНЦ СО РАМН.
Продолжением начатых Е. С. Филипповым научных исследований явилась защита в 1992 г. докторской диссертации на тему «Функционально-метаболические, иммунные и гемодинамические связи беременной, плода и новорожденного». В 1993 г. ему присвоено звание профессора. Под руководством Е. С. Филиппова были сформированы новые для Восточной Сибири научные направления — перинатология и экологическая педиатрия, по которым выполнено три комплексные научные программы Минздрава РФ. Е. С. Филипповым опубликовано свыше 300 печатных работ, из них 5 монографий, 37 методических рекомендаций. Под его руководством опубликовано 19 сборников научных трудов, в том числе международных, подготовлено 19 кандидатов и 1 доктор наук. Е. С. Филиппов участвовал в 34 международных и в 29 всесоюзных и республиканских научных форумах, на которых выступал с докладами.
В 1997 г. Е. С. Филиппов избран академиком Международной академии наук экологии и безопасности человека и природы (МАНЭБ), в 1998 г. — членом-корреспондентом Российской экологической академии (РЭА), в 2000 г. — членом-корреспондентом Сибирской академии наук Высшей школы (САН ВШ), в 2003 г. — академиком Международной академии наук устойчивого развития (МАНУР). В 2000 г. ему присвоено почетное звание «Заслуженный врач РФ», он награждён грамотами Главного управления здравоохранения Администрации Иркутской области (1997, 1997, 1998, 2003 гг.), благодарностью мэра г. Иркутска (1998 г.), грамотами губернатора Иркутской области (1998, 2004 гг.). В 2005 г. ему присуждена премия губернатора Иркутской области по науке и технике.
Е. С. Филиппов — один из инициаторов создания перинатального центра в г. Иркутске — одного из первых в России. В 1983—1993 гг. он являлся главным неонатологом Иркутской области, инициатором и первым президентом Ассоциации детских врачей Иркутской области (1992—1995 гг.), с 1989 г. — председатель проблемной комиссии при ИГМУ «Актуальные вопросы материнства и детства Восточной Сибири», с 1999 г. — председатель Иркутской секции экологии и здоровья Российской экологической академии, с 1996 г. — член диссертационного совета по педиатрии НИИ педиатрии и репродукции человека ВСНЦ СО РАМН, с 1998 г. — главный редактор научно-практического журнала «Здоровье детей Сибири», с 2001 г. — генеральный директор муниципального центра «Здоровая семья».
Евгений Семенович Филиппов — высококвалифицированный педиатр, врач высшей категории по специальностям: педиатрия, неонатология, один из ведущих специалистов в области педиатрии в Восточной Сибири. В 1990—2005 гг. он возглавлял кафедру педиатрии № 1 ИГМУ. После создания в 2005 г. кафедры педиатрии ФПК и ППС Е. С. Филиппов стал её заведующим. Сегодня кафедра — это сформированная школа с четкими научными позициями и методологическим подходом к системности образования, осуществляющая научно-педагогический процесс на базе 9 клинических лечебных учреждений г. Иркутска.
На кафедре осуществляется подготовка врачей в интернатуре, клинической ординаторе и аспирантуре по педиатрии и неонатологии. На ней ежегодно выпускается около 40 врачей — педиатров и неонатологов, осуществляется послевузовская подготовка и переподготовка врачей, включая усовершенствование и сертификацию, в том числе первичная специализация по 4 специальностям (детская кардиология, детская эндокринология, детская онкология, неонатология).
Работая со студентами, интернами, клиническими ординаторами, профессор Е. С. Филиппов подчеркивает, что главным для врача, должно быть желание постоянно познавать новое, умение вырабатывать клиническое мышление и анализировать свой клинический опыт,. При непосредственном участии Евгения Семеновича, на кафедре внедрены инновационные технологии в учебном процессе, такие как «система рейтинговой оценки успешности интернов и клинических ординаторов», «дистанционное обучение врачей» и др.
Жизненными интересами Е. С. Филиппова являются идеология здорового образа жизни и спорт (он — кандидат в мастера спорта по спортивной гимнастике), чтение литературы по вопросам истории и философии. Евгений Семенович хорошо знает всемирную поэзию и литературу, его личная библиотека насчитывает свыше 3000 экземпляров томов. Он страстно любит сибирскую природу и русскую баню.